# Миодраг Јовановић (историчар)
Миодраг Јовановић (Велики Бечкерек, 22. фебруар 1932 — Београд, 31. мај 2013) био је историчар уметности и професор Београдског универзитета.

## Биографија
Докторирао је на Филозофском факултету у Београду (1973). Радио је као кустос у Народном музеју у Штипу, Македонија. Бави се истраживањима српске уметности 18. и 19. века. (О његовом животу и делу објављена књига Милоша Јевтића, Мостови Миодрага Јовановића, в. лит).

## Књиге (или монографске публикације)
1. Три века српског сликарства = Three Centuries of Serbian Painting. Београд : Дерета, 2009.
2. Ђока Јовановић : [1861-1953]. Нови Сад : Галерија Матице српске. 2005.  978-86-83603-12-1.
3. Међу јавом и мед сном : српско сликарство 1830-1870 = Between dreaming and waking : serbian art 1830-1870. Београд : Српска академија наука и уметности, 1992.
4. Опленац : храм светог Ђорђа и Маузолеј Карађорђевића. Топола : Центар за културу „Душан Петровић Шане“. 1989.  978-86-7213-009-6.; : 2. изд. 1990.  978-86-7213-009-6.
5. Катарина Ивановић у Минхену и белгијско историјско сликарство. Нови Сад : Матица српска, 1984.
6. Сликарство Паје Јовановића у знаку Минхена, „Триптихона“ и мемоара. [Б. м. : б. и., б. г.].
7. Српско сликарставо у доба романтизма.
8. Сто дела српске уметности = 100 Pieces of Serbian Art. Београд : Пирг; Горњи Милановац : Агенција Прима, 2004.
9. Ђура Јакшић.
10. Новак Радонић.
11. Ђока Миловановић.
12. Српско црквено градитељство и сликарство новијег доба.
13. Сликарство темншварске епархије.
14. Српски манастири у Банату,

и др.